# 山田町
山田町（日语：／ Yamada machi */?）是位於日本岩手縣東部的町，隸屬於下閉伊郡。東邊面向太平洋，船越半島的部分地區位於三陸復興國立公園的範圍內，當地人口則集中在陸中山田站周邊的山田地區。山田町在對外通勤與就學上相當依賴北邊的宮古市。當地也是日本第70任內閣總理大臣鈴木善幸的出生地。

## 地理
山田町境內約89%的面積被森林覆蓋，4%的土地為農業用地。轄區除東部外的地區皆被北上山地延伸的陡峭山岳覆蓋，東部至東南部的沿海地區為谷灣海岸，並分別坐落著山田灣和船越灣。境內最高峰為坐落於西北部，海拔1159.7公尺的高瀧森。位於東南部的船越半島則向北延伸至太平洋上。2013年9月，包含山田灣及豐間根川在內的三陸地質公園被指定為日本的地質公園，並於2023年12月再度獲得認證。而船越半島的部分地區則被劃入三陸復興國立公園的範圍內。發源於西部的織笠川等河流經町内，並在東邊注入太平洋。而流經東部的荒川川、津輕石川等河的沿岸則為平坦地區。

### 氣候
根據統計，2010年至2019年山田町的年均溫為11.3℃，年均降雨量則為1493毫米。當地的降雨主要集中在8月至10月。

## 歷史
山田町自古時便有人類居住，境內的遺跡中曾發現繩紋時代初期的文物和遺骸，而房之澤古墳則發掘出蕨手刀等文物。關於山田地區在文獻中的紀錄可追溯至平安時代。當時續日本紀在靈龜元年（715年）的紀錄中記載蝦夷部落的須賀君古麻向國府請求在「閇村」設置郡家（郡役所），作為供奉昆布的供品中轉地。江戶時代，當地隸屬於盛岡藩，並由大槌代官所管轄。明治元年（1868年）陸奧國分割後，山田地區改由陸中國管轄。
明治22年（1889年），日本實施町村制，並在當地設立山田町、豐間根村、大澤村、織笠村和船越村。昭和30年（1955年），山田町與上述4個村合併成現今的山田町。
2011年3月11日的東日本大震災在山田町引發震度5的地震，並造成當地共680人死亡和3347棟房屋受損，其中2762棟住宅在震災中全毀。當地的受損總額為3543萬5357日圓。

## 行政
現任町長佐藤信逸於2024年6月在選舉中第3次成功連任，其任期將持續至2028年7月。

## 經濟
根據日本2015年的國勢調查統計，山田町的就業人口中有12.7%從事第一級產業，32.5%的就業人口從事第二級產業，其餘的54.8%則從事第三級產業。當地的產業以漁業為主，其漁獲包括在山田灣和船越灣養殖的牡蠣、帆立貝和裙帶菜和以捕撈為主的大馬哈魚。但近年來從事漁業的兼職和全職就業人口數逐年下滑。而當地的工業則以食品製造業、金屬製品製造業和電子電路製造等輕工業為主。
由於山田町的部分地區位於三陸復興國立公園的範圍內，因此當地也盛行觀光業。根據統計，2012年至2019年山田町每年約有20萬至24萬的遊客到訪。2021年受到嚴重特殊傳染性肺炎疫情的影響，遊客數下滑至11萬人次，2022年則恢復至15萬人次。

## 教育
山田町内共有2所小學校、1所中學校與1所高等學校（岩手縣立山田高等學校）。根據2023年9月的統計，境內的小學校共有558名學生，中學校則共有298名學生。

## 交通
國道45號和三陸沿岸道路以接近平行的走向穿越山田町的沿海地區，為當地重要的交通路線。其中三陸沿岸道路在轄區內設置山田南交流道、山田交流道與山田北交流道。鐵路方面，三陸鐵道的谷灣線通過山田町，並由北往南設置豐間根站、陸中山田站、織笠站和岩手船越站。